# 백다나
백다나는 대한민국의 가수다. 2017년 싱글 《초보엄마》로 데뷔했다.

## 방송
- 스타 오디션 위대한 탄생 2 (2011) - Top137
- 제25회 CBS 크리스천 뮤직 페스티벌 (2014) - 대상

## 음반
- 권용준 (2013)
- 제25회 CBS 크리스천뮤직페스티벌 (2015)
- 초보엄마 (2017)
- 하늘이야기 그 첫 번째 - 생명의 빛 (2018)

## 작곡
- DS Praise <주님 앞에> (2017)
- DS Praise <주님 아니면> (2017)

## 피처링
- 스탠드업커뮤니티 <내 안에 거하라> (2016)
- 스탠드업커뮤니티 <향연> (2016)
- 최영천 <기억할거예요> (2019)